# Nina Kusturica
Nina Kusturica (Mostar, 1975) è una regista, produttrice cinematografica e montatrice bosniaca naturalizzata austriaca.

## Biografia
Ha studiato all'Università per la musica e le arti interpretative di Vienna per diventare regista e montatrice e si è laureata con il film Auswege , presentato in anteprima al Festival Internazionale del Cinema di Berlino nell'International Forum of New Cinema.

## Filmografia
- Ich bin der neue Star - documentario (1998)
- Wishes - cortometraggio (1999)
- Draga Ljiljana - Dear Ljiliana - documentario (2000)
- Der Freiheit - cortometraggio (2001)
- Auswege - lungometraggio (2003)
- Little Alien - documentario (2009)
- The Story of Film: An Odyssey (2011)